# Романизация ALA-LC
ALA-LC (от англ. American Library Association — Library of Congress — Американская библиотечная ассоциация — Библиотека Конгресса) — набор стандартов для романизации, т.е. для представления в латинице текста, написанного в оригинале в какой-либо нелатинской письменности.

## Использование
Система используется для представления библиографической информации библиотеками Северной Америки и Британской библиотекой (для пополнения с 1975 г.) и в публикациях во всём англоязычном мире.
Англо-американские правила каталогизации требуют, чтобы каталогизаторы записывали латиницей точки доступа с нелатинскими оригиналами. Однако, поскольку стандарты MARC были расширены, чтобы разрешить записи, содержащие символы Unicode, многие каталогизаторы теперь включают библиографические данные как в латинице, так и на оригинальном языке. Стандарт Resource Description and Access поддерживает многие рекомендации AACR, но этот процесс называется «транслитерацией», а не «романизацией».

## Языки
Латинизация ALA-LC включает более 70 таблиц для романизации. Вот несколько примеров таблиц:
- Таблица романизации языка чероки была создана LC и ALA в 2012 году и впоследствии одобрена на заседании Совета чероки в городе Чероки[англ.]. Это была первая таблица романизации ALA-LC для слогового письма коренных американцев[7].
- Таблица латинизации китайского языка использовала систему транслитерации Уэйда — Джайлза до 1997 года, когда библиотека Конгресса объявила о решении перейти на систему пиньинь[8].